# Till Death, La Familia
 (juillet 2019).
Si vous disposez d'ouvrages ou d'articles de référence ou si vous connaissez des sites web de qualité traitant du thème abordé ici, merci de compléter l'article en donnant les références utiles à sa vérifiabilité et en les liant à la section « Notes et références ».
Albums de Ill Niño
Epidemia
(2012)
Till Death, La Familia est le septième album studio du groupe Ill Nino, il est sorti le 22 juillet 2014.

## Liste des chansons
| 1.    | Live Like There's No Tomorrow | 4:23 |
| 2.    | Not Alive In My Nightmare     | 4:25 |
| 3.    | I'm Not The Enemy             | 3:31 |
| 4.    | Blood Is Thicker Than Water   | 5:59 |
| 5.    | Are We So Innocent            | 3:53 |
| 6.    | Pray I Don't Find You         | 4:10 |
| 7.    | World So Cold                 | 3:38 |
| 8.    | Dead Friends                  | 3:40 |
| 9.    | Breaking The Rules            | 3:45 |
| 10.   | Payaso                        | 2:51 |
| 11.   | My Bullet                     | 3:21 |
| 43:37 |                               |      |